# تويوتا ميجا كروزر
تويوتا ميجا كروزر (بالإنجليزية: Toyota Mega Cruiser) هي سيارة كبيرة تنتجها شركة تويوتا للسيارات منذ عام 1995م.
بدأ إنتاجها عام 1995م حيث حملت تشابهاً كبيراً مع الطراز الشهير هامر إتش 1 وتوقف الإنتاج المدني لهذا الطراز عام 2002م. تستخدم الآن عسكرياً كوسيلة لنقل الجنود كما تستخدم لنقل المدافع وصواريخ الأرض جو لسلاح الدفاع الياباني.
لم تعتزم تويوتا بيع طراز ميجا كروزر بشدة للمدنيين، لذا تم بيعها باليابان فقط وغالباً للشرطة وقوات مكافحة الحرائق وللجيش. كان هذا الطراز لاختيار التصميمات المستقبلية للسيارات التي ستشق طريقها للإنتاج العالمي لكن مبيعاتها لم تكن ناجحة.
تم تزويد طراز ميجا كروزر بمحرك (I4) بسعة لترية تعتبر هي الأكبر على الإطلاق في هذه الفئة 4.1 ل تيربوديزل. تم تصميم المحرك على إنتاج عزم هائل عند عدد دورات أقل، كانت السيارة تمتلك دفعاً رباعياً وأثبتت كفائة هائلة كسيارة كبيرة آنذاك.